# 월드 사커 위닝일레븐 DS
월드 사커 위닝일레븐 DS는 닌텐도 DS용 축구게임이다. 코나미가 개발하였으며 월드 사커 위닝일레븐 시리즈 중 하나이다. 일본에서 먼저 출시된 후 대한민국에 출시되었으나 중요한 모드인 육성모드와 페넌트레이스, 와이파이 지원이 빠진 채 출시되어 게임의 재미도는 일본판보다 덜하다.